# 高蔵寺 (春日井市)
高蔵寺（こうぞうじ）は、愛知県春日井市にある天台宗の寺院。

## 歴史
春日井市東部にある高座山の南麓に位置する。山号は「燈明山」（とうみょうざん）。寺伝によれば、平安時代中期の933年（承平3年）、比叡山の僧智蔵によって創建されたといい、最盛期には一山に以下の十二坊があった。
- 東林坊
- 才智坊
- 西林坊
- 実相坊
- 法蔵坊
- 多聞坊
- 常泉坊
- 宝乗坊
- 東泉坊
- 心連坊
- 宝持坊
- 越後坊

永禄年間（1558年 - 1570年）に兵火で寺は焼失し、十二坊のうち実相坊のみが残って法灯を継いだものである。

## 文化財
以下はいずれも春日井市指定有形文化財。一般への展示公開は行っていない。
- 十二天画像[2] - 室町時代作。
- 曽呂利惣八所持刀[2] - 室町時代作。
- 木造薬師如来坐像[2] - 平安時代作。

## 所在地
- 愛知県春日井市高蔵寺町北5丁目1039

## 交通手段
- JR中央本線 / 愛知環状鉄道・愛知環状鉄道線の「高蔵寺駅」下車、徒歩で約5分。

## 周辺
寺院周辺一帯の地名は「高蔵寺」となっている。
- 高座山
- 五社大明神社
- 山王大権現
- 春日井市立高座小学校
- 高蔵寺駅